# Lise Landry
Lise Landry est une femme politique du Québec. Elle a été la mairesse de l'ancienne ville de Shawinigan de 1994 à 2001. Puis, après les fusions municipales, elle a été la mairesse de la nouvelle ville de Shawinigan de 2001 à 2009.

## Carrière politique
Aux élections de 2005, elle est réélue (11 396 votes) contre Renée Fournier (6 789 votes) et Maxime Boisvert (3 327 votes).
Elle est notamment connue pour avoir lancé la Cité de l'énergie, un complexe touristique.
Elle ne se représente pas à la fin de son dernier mandat, en 2009 afin de s'occuper de son mari atteint de la maladie d'Alzheimer.

## Création d'une maison de soins palliatifs
Lise Landry quitte la vie politique en 2009, notamment pour s'occuper de son mari atteint de la maladie d'Alzheimer.
Quatre ans après la mort de son mari, elle entreprend des démarches pour inaugurer une maison de soins palliatifs à Shawinigan.
En 2017, elle annonce une nouvelle maison de soins palliatifs à Shawinigan, la Maison des Trois Colombes (maintenant la Maison Aline-Chrétien) dans l’ancienne maison de l'homme d'affaires Gabriel Buisson, sur le bord de la rivière Saint-Maurice. Ce projet est appuyé notamment par Jean Chrétien avec un don de 850 000 $. La maison a ouvert en avril 2018.